# 영혼의 목걸이
《영혼의 목걸이》(영어: Shocker 혹은 영어: Wes Craven's Shocker)는 미국에서 제작된 웨스 크레이븐 감독의 1989년 초자연 슬래셔 영화이다. 마이클 머피, 피터 버그, 미치 필레지 등이 출연하였고, 메리앤 매덜리나 등이 제작에 참여하였다.

## 줄거리
다리를 저는 텔레비전 수리공 호러스 핑커가 로스앤젤레스 교외에서 연쇄 살인 행각을 벌이자 형사 돈 파커 경위가 조사에 착수한다. 호러스는 보복으로 돈의 아내와 위탁 자녀들을 몰살한다.
위탁 자녀들 중 살해되지 않은 대학교 미식축구 스타 선수 조너선은 기이하게도 꿈을 통해 호러스와 연결돼있다. 조너선은 꿈을 통해 알게 된 호러스의 소재지를 돈에게 알리고, 호러스는 조너선의 여자친구 앨리슨을 살해하여 이에 복수한다.
돈은 조너선이 새로 꾼 꿈을 통해 알아낸 정보를 활용해 호러스가 살인을 시도하는 현장에 제때 도착하여 체포에 성공한다. 사형이 집행되기 전 호러스는 조너선에게 자신이 친부이며, 아내 즉 조너선의 친모를 살해하려고 했을 때 어린 조너선이 이를 막으려고 자신의 무릎에 총을 쐈다고 밝힌다.
사실 은밀히 악마와 계약한 상태인 호러스는 전기의자로 처형을 당한 뒤에도 죽지 않고 전기 그 자체가 된다. 호러스는 인체를 포함하여 전기가 통하는 존재들 사이를 자유롭게 옮겨다니며 계속 살인을 저지르고, 돈의 몸을 빼앗아 조종하기도 한다. 그러나 돈이 저항하자 다시 위성 방송 수신 안테나로 이동한다. 조너선은 호러스에게 강력하게 작용하는 힘을 지닌 앨리슨의 영혼에게 도움을 받으며 대항해나간다.  
조너선은 호러스에겐 에너지원이 반드시 필요한만큼 그가 도리어 실세계에 크게 의존하고 있다는 깨달음을 얻는다. 라이노 등 조너선의 친구들은 지역 발전소로 향해 전력을 끊고, 조너선은 호러스를 텔레비전 안에 가두는 데 성공한다. 이 과정에서 일대 주 전력을 날려 이웃들은 정전 소동을 겪는다.  
조너선과 이웃들은 밖으로 나와 하늘의 별을 바라본다. 앨리슨의 목소리가 별이 아름답지 않냐고 속삭이자 조너선이 동의한다.  

## 출연
- 마이클 머피 - 돈 파커 경위 역
- 피터 버그 - 조너선 파커 역
- 커밀 쿠퍼 - 앨리슨 클레먼스 역
- 미치 필레지 - 호러스 핑커 역
- 샘 스카버 - 시드니 쿠퍼, 코치 역
- 리처드 브룩스 - 라이노 역
- 빈센트 구아스터퍼로 - 패스토리 역
- 테드 레이미 - 팩 맨, 학생 보조 코치 역
- 헤더 랭언캠프 - 피해자 역
- 티머시 리리 - 텔레비전 전도사 역
- 웨스 크레이븐 - 이웃 남자 역
- 조너선 크레이븐 - 조깅하는 사람 역

## 기타 제작진
- 공동 제작: 피터 포스터, 로버트 엥글먼
- 배역: 게리 M. 저커브로드
- 미술: 신시아 케이 셔렛
- 의상: 이시스 뮤센든
- 시각 효과 조정: 조너선 크레이븐

## 사운드트랙
| 순서 | 제목                                       | 음악가            | 재생 시간 |
| ---- | ------------------------------------------ | ----------------- | --------- |
| 1.   | "Shocker"                                  | 더 두즈 오브 래스 | 3:58      |
| 2.   | "Love Transfusion"                         | 이기 팝           | 4:22      |
| 3.   | "No More Mr. Nice Guy" (앨리스 쿠퍼 커버)  | 메가데스          | 3:02      |
| 4.   | "Sword & Stone"                            | 본파이어          | 3:57      |
| 5.   | "Timeless Love"                            | 서레이야          | 4:08      |
| 6.   | "Shockdance"                               | 더 두즈 오브 래스 | 4:31      |
| 7.   | "Demon Bell (The Ballad Of Horace Pinker)" | 데인저러스 토이스 | 3:56      |
| 8.   | "The Awakening"                            | 부두 X            | 6:02      |
| 9.   | "Different Breed"                          | 데드 온           | 3:48      |
| 10.  | "Shocker (Reprise)"                        | 더 두즈 오브 래스 | 2:54      |